# Побег братьев Зелиньских
Побег братьев Зелиньских — бегство двух польских подростков, Адама и Кшиштофа Зелиньских, из социалистической Польши в Швецию, произошедшее в 1985 году и ставшее, по мнению некоторых СМИ, самым знаменитым польским побегом 1980-х годов. История братьев легла в основу художественного фильма «300 миль до небес», снятого в 1989 году режиссёром Мацеем Дейчером и получившего ряд международных премий.

## Предыстория
15-летний Адам и 13-летний Кшиштоф росли в деревне Жиракув недалеко от города Дембица, в многодетной семье (у них было ещё шесть братьев и сестёр). Семья испытывала материальные затруднения, однако у детей не было сложных отношений со старшими: для Адама причиной побега стал интерес к политике, пробуждённый патриотическими настроениями в семье, а младший брат согласился на предложение старшего из жажды приключений.

## Ход побега
Ночью 23 октября 1985 года мальчики ускользнули из дому, оставив записку, в которой просили не объявлять их в розыск несколько дней, обещали скоро вернуться и объясняли, что их побег никак не связан с обстановкой в семье. Сперва Адам и Кшиштоф сели на поезд до Варшавы, где контролёры не обратили на них внимания, поскольку большинство пассажиров составляли демобилизовавшиеся из армии солдаты. В Варшаве подростки планировали проникнуть на самолёт, вылетающий в США, однако в аэропорту Окенче обнаружили, что это невозможно. Тогда они сели на другой поезд и через Щецин добрались до города Свиноуйсце, откуда, как они знали, отходили паромы в страны Западной Европы. Невдалеке от паромной переправы их обнаружил охранник и заставил сесть на обратный поезд, однако Адам и Кшиштоф выскочили из поезда на следующей остановке и вернулись в Свиноуйсце. Со второй попытки они проникли на стоянку грузовиков, ожидающих погрузки на паром, и закрепились под днищем одного из них на автомобильных осях. Согласно воспоминаниям Кшиштофа, в тот день сторожевые собаки были больны и грузовики проверял только пограничник; по словам Кшиштофа, фонарик пограничника во время досмотра светил ему прямо в лицо, и он до сих пор не знает, увидел тот его или нет.
На протяжении суток Адам и Кшиштоф оставались под днищем грузовика. После того, как в шведском городе Истад грузовик съехал с парома и остановился на парковке, братья в 11 вечера 26 октября вылезли из своего укрытия и отправились бродить по городу, где были задержаны полицией. В полицейском участке Адам и Кшиштоф попросили политического убежища. Согласно воспоминаниям Кшиштофа Зелиньского, в ожидании решения они провели три месяца, причём первоначально получили отказ, однако кампания поддержки, развёрнутая в шведских медиа польскими иммигрантами, склонила общественное мнение на их сторону, и в конечном счёте решение оказалось положительным.

## Последствия
Бегство двух подростков вызвало международный скандал. Польское правительство требовало их возвращения. По сообщению ТАСС, министерство иностранных дел ПНР заявило, что «принятое под нажимом антипольских сил решение правительства Швеции вопиющим образом противоречит нормам международного права и является намеренным вмешательством во внутренние дела ПНР. Это решение носит отнюдь не „гуманитарный“ характер, как утверждают шведские власти, а сугубо политический, играющий на руку силам. враждебно относящимся к общественно-политическому строю Польши». Родители братьев Тадеуш и Юзефа Зелиньские, отказавшиеся поддержать требование об экстрадиции своих детей, были лишены в Польше родительских прав.
Некоторое время Адам и Кшиштоф жили в приёмной семье, а когда Адаму исполнилось 18, он оформил опеку над младшим братом. Оба брата получили экономическое образование, Кшиштоф Зелиньский защитил докторскую диссертацию по экономике в Стокгольмском университете. В 2010 году Кшиштоф вернулся в Польшу, женился на польской актрисе Магдалене Смаляра, воспитывает сына.

## В культуре
На истории братьев Зелиньских основан художественный фильм Мацея Дейчера «300 миль до небес» (1989). В фильме, однако, мальчики попадают не в Швецию, а в Данию (поскольку для ленты были найдены датские сопродюсеры), сюжет содержит и ряд других отступлений от реальной истории.